# 北海道道827号越川中斜里停車場線
北海道道827号越川中斜里停車場線（ほっかいどうどう827ごう こしかわなかしゃりていしゃじょうせん）は、北海道斜里郡斜里町内を結ぶ一般道道である。

## 概要

### 路線データ
- 起点：北海道斜里郡斜里町越川（国道244号交点）
- 終点：北海道斜里郡斜里町中斜里（JR北海道 釧網本線 中斜里駅）
- 総距離：7.5 km

## 歴史
- 1974年（昭和49年）3月31日 - 路線認定[1]。

## 地理

### 通過する自治体
- オホーツク総合振興局
  - 斜里郡斜里町

### 主な接続道路
斜里町
- 国道244号 - 越川（起点）
- 北海道道945号豊里中斜里停車場線 - 三井、中斜里（重複）
- 北海道道1000号富士川上線 - 中斜里（重複）